# Ganga Bruta
Pour plus de détails, voir Fiche technique et Distribution.
Ganga Bruta est un film brésilien réalisé par Humberto Mauro et sorti en 1933. 
Longtemps vu dans une version muette par les cinéphiles, Ganga Bruta a été redécouvert dans une version sonore restaurée au début des années 1970. Ganga Bruta est considéré comme le premier chef-d'œuvre du cinéma parlant brésilien. En novembre 2015, le film est inclus dans la liste établie par l'Association brésilienne des critiques de cinéma (Abraccine) des 100 meilleurs films brésiliens de tous les temps.

## Synopsis
Marcos, un riche ingénieur, tue sa femme lorsqu'il constate qu'elle n'est point vierge. Jugé, il est acquitté. Toutefois, il préfère quitter la grande ville pour s'installer en province, à Guaraiba. Là, il participe à la construction d'une usine dont il devient bientôt le directeur. Il fait aussi la connaissance d'une jeune femme gaie et sensuelle. Celle-ci est la fille adoptive de la mère d'un de ses meilleurs amis, Décio. La jeune femme, Sonia, est irrésistiblement attirée par Marcos, bien qu'elle soit fiancée à Décio. Un jour, Marcos se promène avec elle et la photographie sur les rochers. Or, Sonia tombe accidentellement à l'eau et Marcos la sauve en la ramenant sur la berge. Après une course dans la prairie, les deux êtres finissent par s'étreindre amoureusement. Plus tard, la jeune femme avoue à Décio qu'elle nourrit des sentiments passionnés à l'égard de Marcos. Décio veut alors engager un féroce combat contre Marcos. Au cours de la rixe, Marcos ne cherche à lui causer aucun mal, mais dans un geste d'autodéfense il le pousse dans un torrent. Il essaie de le secourir, mais en vain… Après l'enterrement de Décio, Marcos et Sonia se marient et prennent ensemble une nouvelle destination.

## Fiche technique
- Titre du film : Ganga Bruta
- Réalisation : Humberto Mauro
- Scénario : Octavio Gabus Mendes, H. Mauro
- Photographie : Afrodisio de Castro, Paulo Morano, Edgar Brasil
- Format : Noir et blanc, 1,37 : 1
- Son : João Bichara
- Musique : Radamés Gnatalli, H. Mauro
- Production : Adhemar Gonzaga (Cinédia)
- Pays d'origine :  Brésil
- Langue : Portugais
- Durée : 82 minutes
- Sortie : 29 mai 1933 au Brésil

## Distribution

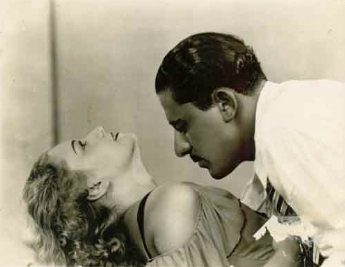
et Durval Bellini dans Ganga Bruta.

- Durval Bellini : Marcos
- Déa Selva (pt) : Sonia
- Lu Marival (pt) : l'épouse de Marcos
- Décio Murillo : Décio
- Andréa Duarte : la mère de Décio
- Alfredo Nunes

## Commentaire
Troisième production de la Cinédia, fondée par un des pionniers du cinéma brésilien, Adhemar Gonzaga, Ganga Bruta demeure le document le plus important que l'on connaisse à l'heure actuelle sur les débuts du cinéma parlant au Brésil. Une copie complète du film, comportant non seulement les sous-titres, la musique et les sons, mais aussi les rares dialogues enregistrés sur disques (selon le procédé Vitaphone) ne fut redécouverte et restaurée qu'à partir des années 1970. « En termes de langage et de conception esthétique, se met en évidence les recherches d'une harmonisation des moyens acquis durant la période du muet, grâce aux nouvelles possibilités sonores. [...] Mais, lancé au moment où la production américaine était totalement parlante, et s'était imposée sur le marché, Ganga Bruta est passé inaperçu du public et de la critique, lorsqu'il n'a pas été l'objet de moquerie. »
Certes, l'intrigue mélodramatique est très conventionnelle et à la limite du vraisemblable. Mais, « sur une trame extrêmement mince, le style d'Humberto Mauro, encore très proche du muet, procède par une série d'arabesques visuelles où le montage, les gros plans et les inserts jouent un grand rôle. Mauro n'a pas besoin de beaucoup d'action ou d'événements pour planter le décor de ce monde luxuriant et sensuel qu'il veut décrire  et dont les personnages subissent et transmettent les effluves. »
Selon Jacques Lourcelles, le sujet principal de Ganga Bruta, c'est la violence. « Lié à cette violence, un climat d'érotisme à la fois charnel et cosmique baigne tout le film. » Cette violence se retrouve dans un montage qui utilise des éléments industriels comme des métaphores érotiques, écrit Georges Sadoul. Parmi les scènes remarquables du film, on notera « une dispute entre l'ingénieur et les ouvriers dans une taverne infecte prenant l'allure d'un ballet grotesque, chargé d'éléments de sadisme qui contribuent à établir le flux érotique des relations entre le héros et l'adolescente », le mariage dans une luxueuse villa que Georges Sadoul compare à celle où vit Él dans l'œuvre de Luis Buñuel, la poursuite amoureuse dans le parc, la bagarre finale…
« [...] On trouve des échos freudiens et surréalistes dans cette trame amoureuse qui se construit à travers la succession de morts à laquelle on assiste », conclut Carlos Roberto de Souza.